# Dušan Jovanović
Dušan Jovanović (Beograd, 1. listopada 1939. – Ljubljana, 1. siječnja 2021.) bio je slovenski redatelj, dramatičar i esejist.

## Životopis
Rođen u Beogradu, a s obitelji se 1951. preseljava u Ljubljanu, gdje diplomira engleski i francuski jezik i književnost na Filozofskom fakultetu i kazališnu režiju na Akademiji za kazalište, film, radio i televiziju. Prvo piše kazališnu kritiku, potom osniva Študentsko aktualno gledališče (ŠAG). Jedan je od osnivača Gledališča Pupilije Ferkeverk krajem šezdesetih i Eksperimentalnega gledališča Glej početkom sedamdesetih. Jovanovića i njegovu poluamatersku grupu Pupilčiki vodila je želja za otkrivanjem granica kazališta. Njihov rad je umjetnički odgovor na varljivu harmoniju društva i njenu službenu umjetnost. Grupa se kasnije raspala. Od 1978. do 1985. bio je umjetnički rukovodilac Slovenskog mladinskog gledališča. Godine 1989. postao je docent na Akademiji za kazalište, gdje predaje režiju. Autor je grotesknog romana Don Žuan na psu ili Zdrav duh u zdravom telu (1969.), da bi se potom okrenuo dramskom stvaranju. Napisao je više radio i TV drama i filmskih scenarija, te nekoliko kratkih priča. Dobitnik je najviših nagrada za dramski tekst i režiju u Sloveniji, na ex-YU prostoru ali i niz međunarodnih priznanja uključujući 10 Borštnikovih nagrada za režiju, Sterijinu nagradu, Gavellinu, Prešernovu, Nagradu Bojana Stupice... Režirao je više od stotinu predstava domaćih i stranih autora (Miroslav Krleža, Branislav Nušić, Eugene Ionesco, Samuel Beckett, William Shakespeare, Maksim Gorki, Anton Čehov, Moliere) Njegove drame izvođene su širom ondašnje zemlje i prevedene na desetak jezika.
Najpoznatiji je po predstavama Oslobođenje Skoplja i Karamazovi, u izvedbi kazališta KPGT koje su 1980-ih u Jugoslaviji unatoč zabranama bile iznimno popularne, a u inozemstvu nagrađivane.

## Najpoznatija dramska djela
- Predstave neće biti (1961.),
- Oslobođenje Skoplja (1977.),
- Balkanska trilogija (1997.).